# Mortonia latisepala
Mortonia latisepala là một loài thực vật có hoa trong họ Dây gối. Loài này được I.M. Johnst. mô tả khoa học đầu tiên.